# Лёринц , сын Кемени
Лёринц (Лаврентий), сын Кемени (венг. Kemény fia Lőrinc; умер после 1274 года) — венгерский магнат и военачальник XIII века, который занимал различные должности при королевском дворе с конца 1250-х годов. Он был опытным и верным солдатом во время правления короля Венгрии Белы IV. Он сохранил свое влияние и при дворах королей Иштвана V и Владислава IV, представляя стабильную точку в правительстве, когда две баронские группы боролись за верховную власть. Через своих сыновей он был предком дворянских семей Чеменьи и Матуксинай.

## Семья
Лёринц родился в знатной семье, владевшей землями на юге Задунайского края, особенно графством Баранья. Его отцом был Кемени (I), первый известный член семьи. Он служил ишпаном графства Нитра с 1234 по 1235 год, в последние годы правления короля Венгрии Андраша II. Венгерские историки Дьюла Паулер и Джено Сюч считали Лоуренса выходцем из рода (клана) Сентемагоч. У него был брат Конрад.
У Лёринца было двое сыновей от неизвестной жены. Кемени (II) был мастером виночерпиев в 1289 году и ишпаном графства Баранья в 1290-х годах. Он женился на неустановленной дочери Николая Будмера, магистра стюардов с 1251 по 1256 год. Они были предками семьи Чеменьи, которая процветала до начала XV века. Вторым сыном был Николас, родоначальник семьи Матуксинай, которая достигла своего расцвета ко второй половине XV века, когда Габриэль Матусинай был избран архиепископом Калочи в 1471 году.

## Ранняя карьера
Лёринц вырос при королевском дворе Белы IV, где служил придворным рыцарем. Королевская хартия, изданная 13 апреля 1264 года, повествует о его ранней военной карьере с середины 1240-х годов, таким образом, он предположительно родился в начале 1220-х годов. Соответственно, он был пажем, когда участвовал во втором королевском походе против князя галицкого Даниила Романовича, чтобы поддержать притязания Ростислава Михайловича, зятя Белы, на галицкий княжеский престол. Лёринц был среди воинов, когда Ростислав — после военной неудачи в прошлом году — завербовал много венгров и поляков и начал поход на город Ярослав к северу от Перемышля. 17 августа 1245 года его дядя Даниил Романович с помощью половцев уничтожил врага, и Ростиславу Михайловичу пришлось снова бежать в Венгрию. Во время битвы он был серьезно ранен, когда его нижняя часть голени была пронзена копьем, но он храбро сражался — «возненавидев тьму медлительности» — и захватил в плен галицкого боярина, который позже был обезглавлен. Во время их бегства с поля боя Лаврентий спас жизнь Ростиславу, отдав ему своего коня.
В последующие годы он сражался в составе королевской армии в войне против Австрийского герцогства. Он участвовал в битве на реке Лейта 15 июня 1246 года, где был убит австрийский герцог Фридрих Воитель. Король Бела лично испытал и засвидетельствовал его смелость, согласно его вышеупомянутой королевской хартии. Он также принимал участие в кампании против Австрии в 1250 году, когда Бела совершил грабительский набег на Австрию и Штирию летом 1250 года в отместку за прежнее австрийское вторжение в Венгрию. Лёринц присутствовал при осадах Кирхшлага, Пардуха и Зринхоуса в период с 1250 по 1253 год, когда венгерский король Бела проводил кампанию против Моравии.
Став одним из баронов королевства, был назначен мастером коня с 1258 по 1259 год. Кроме того, в тот же период он также служил ишпаном графства Дьёр . Однако вскоре ему дали важное задание в противоположной части королевства. Ростислав Михайлович вторгся в Болгарию с помощью Венгрии в 1259 году. В следующем году Ростислав Михайлович покинул свое герцогство, чтобы присоединиться к походу своего тестя Белы IV против Богемии. Воспользовавшись отсутствием Ростислава, болгарский император Константин Тих ворвался в его царство и вновь занял Видин. Он также послал армию для нападения на банат Северин, но прибывший венгерский командующий Лёринц отбил захватчиков. Он приказал повесить несколько болгарских военнопленных вдоль Дуная. После своей победы Лёринц восстановил венгерский сюзеренитет над Банатом Северин после нескольких лет болгарского влияния. За его заслуги Бела IV сделал его баном Северина в 1260 году.

## Гражданская война 1260-х годов
К 1260 году между королем Венгрии Белой IV и его старшим сыном Иштваном возникла напряженность. Фаворитизм Белы по отношению к своему младшему сыну Беле (которого он назначил герцогом Славонии) и дочери Анне (вдове Ростислава) раздражал Иштвана, который оказался более опытным и способным военачальником, чем его отец. Их ухудшающиеся отношения вызвали гражданскую войну, продолжавшуюся до 1266 года. После непродолжительного конфликта Бела IV и его старший сын разделили страну, и Иштван получил земли к востоку от Дуная в 1262 году, который также принял титул младшего короля. Лёринц был сильной опорой Белы, сделавшего его королевским судьей в 1262 году. Он служил в этой должности по крайней мере до 1265 года. Кроме того, он также был ишпаном графства Зала с 1262 по 1264 год и ишпаном графства Мосон в 1263 и 1264 годах. Предполагается, что он занимал эти должности до начала 1267 года. Из-за его двух десятилетий «добродетели» и военной службы Бела IV в апреле 1264 года пожаловал ему земли в комитате Баранья.

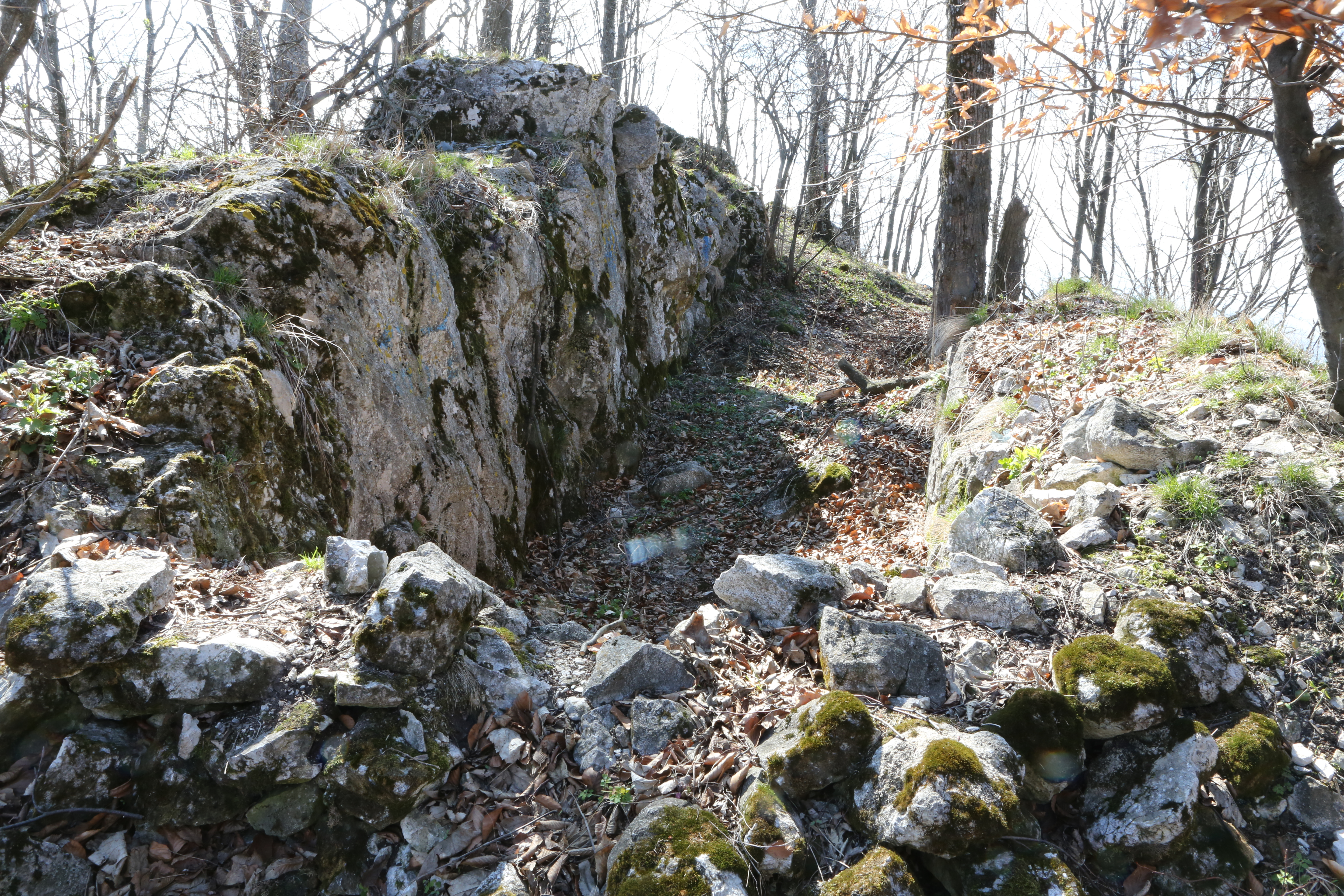
Руины Фекетехалома (сегодня Кодля, Румыния), который был безуспешно осажден Лаврентием во время гражданской войны 1264—1265 гг.

Примирение Иштвана и его отца было лишь временным. Младший король захватил и конфисковал владения его матери и сестры Анны, находившиеся на землях, находившихся под его властью . Армия Белы IV пересекла Дунай под командованием Анны где-то после осени 1264 года, что ознаменовало начало гражданской войны между отцом и сыном. Одновременно отряд королевской армии под командованием Лёринца также двинулся в восточную часть королевства. Сначала он отправил авангард половецких воинов во главе с братьями Ладиславом и Юлием Каном, но их армия была разбита герцогом Иштваном в крепости Дева в конце декабря 1264 года. После этого основная армия Лёринца двинулась во владения герцога, и его солдаты вынудили Иштвана отступить до замка Фекетехалом (Кодля, Румыния) в самом восточном углу Трансильвании . Венгерский историк Аттила Жолдос утверждает, что военный маневр Лёринца послужил отвлекающим маневром, потому что в то же время королевская армия во главе с Анной и Генрихом Кёсеги заняла столицу Иштвана, форт Патак (руины недалеко от Шаторальяуйхей), и захватила жену младшего короля, Елизавету Куманскую и детей, в том числе будущего Ладислава IV. После этого Генрих Кёсеги и его войска начали осаждать и занимать один за другим замки Иштвана в восточной части Верхней Венгрии.
Тем временем Лёринц начал осаду замка Фекетехалом с помощью каменных катапульт. Его брат Конрад также присутствовал и возглавил армейский авангард, чтобы атаковать ворота. Герцог и его свита вскоре исчерпали накопленный запас. Иштван намеревался послать к родителям специального посланника Деметрия Росда, чтобы просить о пощаде, но осаждающие схватили его и замучили. Жолдос утверждает, что Лёринц определенно хотел добиться победы на поле боя. Тем не менее, некоторые дворяне под предводительством Паньита Мишкольца, которые были зачислены в королевскую армию силой на раннем этапе гражданской войны, перешли на сторону и разведали намерения осаждающих, победив их «силой и хитростью». Раньше историки Паулер и Сюч утверждали, что Паньит прибыл в затянувшуюся осаду со спасательной армией и освободил замок. Фактически, прибывшую спасательную армию возглавляли главные командиры герцога Иштвана Петр и Матвей Чаки, вернувшиеся из Верхней Венгрии. Битва произошла у стены Фекетехалом между двумя армиями, в то время как герцог Иштван вывел свой оставшийся гарнизон из форта. Войска роялистов потерпели тяжелое поражение, сам Лёринц также был взят в плен вместе со своими боевыми знаменами и многими из его солдат. Андрей, сын Ивана, был рыцарем, который пронзил копьем Лёринца и трех других генералов (включая знаменосца) во время битвы. Из-за длительной осады Фекетехалома (которая фактически провалилась к тому времени, примерно в январе 1265 г.) Генрих Кёсеги послал военачальника Эрнье Акоша с армией половецких воинов в Тисантул, чтобы поддержать осаждающих и, позже, чтобы помешать контрнаступлению герцога Иштвана. Битва произошла где-то к западу от Варада (современная Орадя, Румыния) в феврале 1265 года. Эрнье потерпел серьезное поражение и сам попал в плен к врагу, армии Петра Чака. Иштван начал контрнаступление и заставил армию своего отца отступить. Он одержал решающую победу над армией своего отца в битве при Исасеге в марте 1265 года, положив конец непродолжительной гражданской войне.

## Палатин Венгрии
Лёринц вместе с другими баронами, выступающими за Белу, находился в плену, и после битвы при Исасеге Бела IV был вынужден принять власть своего старшего сына Иштвана в восточных частях королевства. В конце марта 1265 года Бела и Иштван заключили мирный договор. В результате через некоторое время он был освобожден из плена. Около сентября 1265 года, еще имея сан королевского судьи, он уже выступал в качестве арбитра во время тяжбы. 23 марта 1266 года отец и сын подтвердили мир в монастыре Пресвятой Богородицы на Кроличьем острове. Лёринц оставался сильным сторонником Белы IV после гражданской войны. Король назначил его палатином Венгрии в феврале 1267 года, заменив Генриха Кёсеги. Вероятно, он сохранял эту должность до смерти Белы в 1270 году. Кроме того, он также функционировал в качестве ишпана графства Шомодь (1267—1270) и замкового района Кемлек (1269—1270), которые находились на территории комитата Крижевцы.
В качестве члена королевского двора он присутствовал в Обуде, а затем в Эстергоме в конце лета 1267 года, когда Бела и его старший сын Иштван вместе подтвердили свободы «королевских слуг», с тех пор известных как дворяне, по словам Йено Сзуча. Однако, считает историк Аттила Сольдос, король один организовал встречу с Эстергомом в сентябре 1267 года, и это была лишь мобилизация и подготовка к очередной войне со своим сыном Иштваном. Лёринц, участник встречи, был сторонником «партии войны» вместе с Генрихом Кёсеги, Эрни Акошом и Чаком Хахотом. Однако, как анализирует историк Жолдос, мобилизованные королевские слуги не были в восторге от очередной междоусобной войны, вместо этого они требовали от монарха признания их прав и привилегий, и по их просьбе имя отсутствующего герцога было внесено в хартию.
В течение 1268 года он оставался в комитате Шомодь, где он выполнял функции ишпана, где выступал в качестве арбитра в ряде судебных процессов, в ходе которых рассматривались права собственности на несколько владений в графстве. Одна из статей Декрета 1267 года постановляла, что «земли дворян, которые ты наша, народы вольных деревень королевы, или придворные, или замковые люди, занятые или удерживаемые занятыми под каким-либо предлогом, должны быть возвращены этим дворянам». Собрание комитата Шомодь делегировало пятерых местных дворян, в том числе Яноша Бо и Иштвана Бо, в суд ad litem под председательством Лёринца. Согласно документу 1268 года, этот суд вернул поместье Сентдьёрдь его первоначальным владельцам, признав его приобретение королевскими людьми незаконным. К июню 1269 года он вернулся к королевскому двору, где судил по искам, связанным с графством Пожонь.

## Роль в феодальной анархии
Король Венгрии Бела IV скончался 3 мая 1270 года. После его смерти герцогиня Анна захватила королевскую казну и бежала в Богемию. Иштван прибыл в Буду в течение нескольких дней. Он назначил своих сторонников на высшие должности; Лёринц был заменен на должности палатина Моисом. Несмотря на это он примирился со своим бывшим врагом, новым монархом. Он присутствовал на коронации Иштвана V и официально принес присягу на верность новому монарху 17 мая. Он сопровождал нового монарха в Краков летом 1270 года. Там Стефан примирился со своим шурином, герцогом Болеславом Целомудренным, который поддерживал покойного Белу IV во время гражданской войны 1260-х годов. Лёринц также присутствовал, когда Иштван V встретился с королем Чехии Оттокаром II на острове Дуная недалеко от Прессбурга (современная Братислава, Словакия), но они только заключили перемирие. Он был изгнан из Северина примерно в августе 1270 года. В следующем месяце его временно сменил Паньит Мишкольц, но после того, как в Западной Задунайском вспыхнуло восстание против правления Иштвана, Паньит был переведен в этот район, а Лёринц был восстановлен как бан в конце 1270 года. Кроме того, он также служил ишпаном графства Добока с 1270 по 1272 год, на протяжении всего правления Иштвана V.
Вместо мирного примирения несколько венгерских баронов, владевших землями вдоль границы, в том числе Генрих Кёсеги и его сыновья, Лёринц I Аба и Николас Гередье, последовали за герцогиней Анной в изгнание в Богемию и передали свои замки Оттокару II, который взял всех изменников-дворян под свою власть и защиту. Венгерский монарх, видевший за волнениями в Западной Венгрии силовые махинации и стремления Оттокара, около 21 декабря 1270 года предпринял грабительский набег на Австрию. Лаврентию, «уже уставшему от постоянных войн», было поручено организовать оборону страну вдоль западной границы. Лёринц был отправлен в регион в качестве главы авангарда до того, как король Иштван начал свою крупномасштабную королевскую кампанию. За свою верную службу Иштван V пожаловал замок Вагуйхей вдоль реки Морава (Морва) в комитате Нитра (современный Нове-Место-над-Вагом, Словакия) и его принадлежности в марте 1271 года. Ранее замок также принадлежал его отцу Кемени . Рейд Иштвана перерос в войну весной 1271 года, когда Оттокар вторгся в Венгрию к северу от Дуная. Возможная роль Лёринца на более поздних этапах войны неизвестна. Он был среди венгерских баронов, присягнувших на Прессбургском мире в июле 1271 года.
Когда Иоахим Гуткелед похитил летом 1272 года наследника Иштвана, десятилетнего принца Ладислава, это положило начало эпохе «феодальной анархии». Иштван V, безуспешно пытавшийся освободить сына, тяжело заболел. Одним из его последних решений было назначение Лёринца палатином Венгрии 3 августа. Король Венгрии скончался через три дня, 6 августа. В последующие годы две баронские группы соперничали за верховную власть при номинальном правлении вдовствующей королевы Елизаветы Куманской. В первом альянсе доминировали Иоахим Гуткелед и вернувшийся Генрих Кёсеги, а во втором — братья Чак. Лёринц занимал пост палатина примерно до ноября 1272 года, когда его сменил Роланд Ратот. После смерти Иштвана Лёринц принадлежал к фаворитам королевы Елизаветы Куманской, персоной которой обе стороны пренебрегали. Когда она временно восстановила свое утраченное влияние на королевский совет из-за вторжения Оттокара весной 1273 года, Лёринц был назначен палатином в третий раз где-то в мае 1273 года. Кроме того, он также был ишпаном комитатов Шопрон (1272/1273 г.), Баранья и Орбаш (1273 г.). Под влиянием Елизаветы Куманской Лёринцу в марте 1273 года был пожалован замок Уйвар на реке Морва в Пожонском уезде (современный Голич, Словакия), которым раньше владел и его покойный отец Кемени. Когда семья Кёсеги и их союзники лишили Елизавету и его придворных власти в июне 1273 года, Лаврентий потерял свои позиции — его снова сменил Роланд Ратот — и больше никогда не восстанавливал свое влияние. Королевский совет от имени короля Ладислава IV конфисковал его поместья, в том числе Вагуйхей, которые вернулись в собственность аббатства Паннонхалма. Король Ладислав простил его, вернув конфискованные владения в январе 1274 года. В документе о нем просто упоминается Лаврентий, что отражает безвозвратную утрату им политического влияния. Последний раз Лёринц упоминался здесь как живой человек. Он умер некоторое время спустя, определенно до 1280 года.